# Penfield (Illinois)
Penfield – jednostka osadnicza w Stanach Zjednoczonych, w stanie Illinois, w hrabstwie Champaign.